# 15 años (álbum de Menudo)
15 años es un álbum de estudio de la boy band puertorriqueña Menudo, lanzado en 1992. En esa época, el grupo estaba compuesto por Adrián Olivares, Abel Talamántez, Alexis Grullón, Andy Blázquez y Ashley Ruiz. Este sería el último álbum con la participación de Adrián, quien sería reemplazado por Ricky López en 1993.

## Antecedentes
Después del éxito de su álbum anterior, Detrás de tu mirada, en países como Perú, Menudo lanzó dos sencillos en inglés, titulados "Dancin', Movin', Shakin'" y una compilación de canciones en inglés titulada Cosmopolitan Girl, la primera lanzada por la discográfica McGillis Records. Para este nuevo proyecto, el grupo regrabó algunas canciones de la discografía de Menudo, originalmente interpretadas por miembros de otras formaciones, e incluyó también canciones inéditas. Aunque el título del álbum sea Quince Años, el grupo, en realidad, ya tenía 17 años de carrera.

## Producción y divulgación
Para promover el nuevo álbum, se lanzaron tres sencillos: "Buscame", "Y Tú Que Ni Te Fijas" y "Lo Que Juramos". Comercialmente, "Buscame" fue el más exitoso, alcanzando el primer lugar en la lista de canciones más reproducidas en las radios del Perú. Como parte de la promoción, Menudo realizó una gira que pasó por Estados Unidos y Europa.
Sobre el nuevo álbum, uno de los integrantes comentó: "Nuestro nuevo disco es conmemorativo. No solo contiene canciones conocidas del grupo, sino que también trae novedades." Ashley complementó: “Las personas que escuchen Quince Años se darán cuenta de que Menudo es mucho más que un grupo de cinco adolescentes que cantan y bailan y que venden millones de discos en todo el mundo (...) Menudo es buena música, limpia y adecuada para los jóvenes. Es un grupo que solo promueve cosas positivas y está en contra de la injusticia, las drogas y la violencia.”

## Lista de canciones
| N.º | Título                   | Escritor(es)                  | Duración |  |
| 1.  | «Buscame»                | R.M. Vendrell, A. Soler       | 5:40     |  |
| 2.  | «A Donde Ira»            | Carlos Lara                   | 3:50     |  |
| 3.  | «Voy de Regreso Contigo» | Juan Carlos Pérez Soto        | 3:08     |  |
| 4.  | «Tú Eres Todo Para Mí»   | Juan Carlos Pérez Soto        | 3:54     |  |
| 5.  | «Bajo la Luna»           | Juan Carlos Lara, Tino Geiser | 3:13     |  |
| 6.  | «Lo Que Juramos»         | Fernando Osorio               | 3:00     |  |
| 7.  | «Ángel Negro»            | Carlos Santana                | 4:30     |  |
| 8.  | «Solo Intenta»           | Jessica Sorango               | 3:33     |  |
| 9.  | «Así»                    | Alissio                       | 4:20     |  |
| 10. | «Y Tú Que Ni Te Fijas»   | Carlos Lara                   | 3:48     |  |
| 11. | «Y Decirle Que Sí»       | Fernando Osorio               | 3:19     |  |
| 12. | «Quince Años»            | Juan Carlos Pérez Soto        | 4:18     |  |